# Luso de Barros Matos
Luso Barros de Matos (Balsas, 16 de dezembro de 1906 ― Porto Nacional, 3 de agosto de 1987), conhecido como Padre Luso, foi um padre católico brasileiro. Sua ordenação aconteceu em 1945 na Catedral Nossa Senhora das Mercês, em Porto Nacional, cidade onde viveu 45 anos até o seu falecimento, aos 81 anos de idade. Considerado Servo de Deus pela Igreja, está em processo de canonização desde dezembro de 2022.
Sua vida foi marcada pela devoção a Santo Antônio, santo de quem dizia ter visões, e pelo trabalho pastoral. Era conhecido por visitar e consolar doentes, enlutados e marginalizados, e realizar doações a pessoas necessitadas. Algumas pessoas relatam ter recebido milagres e graças por intercessão do padre, tanto durante a sua vida como também depois da sua morte.

## Biografia
Luso Barros de Matos nasceu em 16 de dezembro de 1906 em Balsas, interior do Maranhão, o primeiro dos três filhos de Presilino Matos e de Petronilha Barros Matos, e tinha vocação religiosa manifestada desde a infância. Devido à saúde frágil, foi recusado em vários seminários. Na sexta tentativa, a segunda em Porto Nacional, foi aceito pelo bispo dom Alano Maria Du Noday, que solicitou autorização do papa Pio XII para ser seu tutor.
Tornou-se seminarista em 1938 e, em 23 de setembro de 1945, foi ordenado padre na Catedral Nossa Senhora das Mercês, em Porto Nacional, cidade onde viveu 45 anos. Nesse tempo, construiu um legado de humildade, fé e caridade, muitas vezes considerada incansável.
A vida do religioso também foi caracterizada pela devoção a Santo Antônio, de quem dizia ter visões. Também exercia trabalho pastoral, visa a doentes doentes, enlutados e marginalizados, e realização de doações a pessoas necessitadas.
Padre Luso faleceu no dia 16 de dezembro de 1987, vítima de pneumonia. Em sua homenagem, foi construído o Casarão Padre Luso em Porto Nacional, com acervo que reúne itens religiosos, artigos bibliográficos e depoimentos de testemunhas que afirmam terem recebido graças mediante intercessão do clérigo.

## Canonização

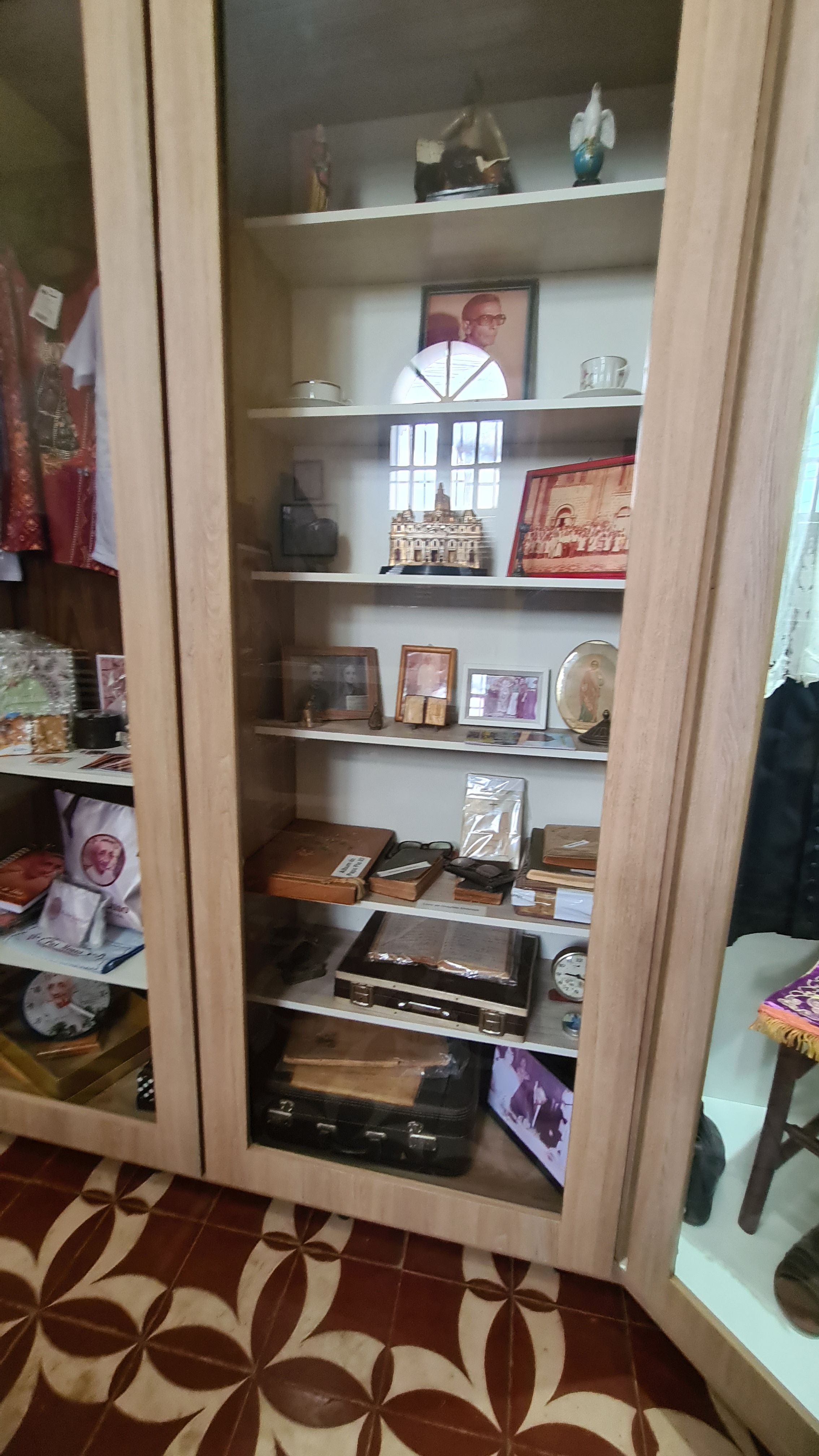
Artefatos expostos no Casarão Padre Luso

O processo de canonização do Padre Luso foi iniciado em 23 de dezembro de 2022, com a concessão do chamado Nihil Obstat, uma espécie de nada consta do ponto de vista moral e doutrinário, e da condição de Servo de Deus, assegurando a abertura do processo, que seguiu para a fase de beatificação, iniciada em 19 de julho de 2025.
O próximo passo do rito de será a de comprovação das virtudes heroicas do religioso pelo Tribunal Diocesano, que investigará provas testemunhais e documentais, que serão enviadas a Roma para que o sacerdote seja declarado venerável.
As próximas fases são comprovação de um milagre, para que o religioso seja declarado beato, e de canonização, que exige mais milagres comprovados, quando finalmente Padre Luso seja considerado santo.

## Apoiadores
Simpatizantes e devotos fundaram, em 2021, a Associação dos Amigos do Padre Luso (AAPL), com sede em Porto Nacional. A instituição é responsável por preservar e divulgar o legado do sacerdote, realizar eventos em sua homenagem e captar recursos para auxiliar no processo de beatificação e canonização.

A AAPL foi declarada, em julho de 2025, instituição de utilidade pública estadual, após aprovação de uma propositura do então deputado estadual Professor Júnior Geo.